# Johann Ludwig Lund

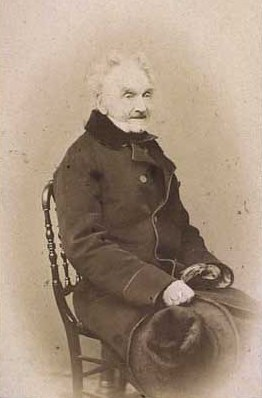
Johann Ludwig Lund

Johann Ludwig Gebhard Lund (* 16. Oktober 1777 in Kiel; † 3. März 1867 in Kopenhagen) war ein deutsch-dänischer Maler.

## Leben
Lund war der Sohn des Malermeisters Hans Gievert (oder Giewert) Lund (ca. 1740–1790) aus Kopenhagen und dessen Frau Marie Magdalene Christine (geborene Bremer). Er erfuhr seine erste künstlerische Ausbildung bei seinem Vater in Kiel. Zwischen 1797 und 1799 studierte er bei Nicolai Abraham Abildgaard an der Akademie der Schönen Künste in Kopenhagen, wo er sich mit Caspar David Friedrich anfreundete. In Kopenhagen lernte er die deutschstämmige Dichterin Friederike Brun kennen, die ihn zeit ihres Lebens nach Kräften förderte. 1798 gewann er die kleine Silbermedaille und 1799 die große Silbermedaille der Kunstakademie. Ende 1799 ging er mit einem staatlichen Stipendium nach Dresden, um Caspar David Friedrich zu besuchen. Die Jahre 1800 bis 1802 verbrachte er im Lehratelier von Jacques-Louis David und an der École des Beaux-Arts in Paris.
Nach einer Reise durch die Schweiz ging er im Juni 1802 nach Rom, wo er erneut Friederike Brun begegnete, die ihn mit dem Künstlerkreis um Wilhelm und Caroline von Humboldt bekannt machte, zu dem auch der Bildhauer Christian Daniel Rauch gehörte, mit dem Lund bis zuletzt in einem regen Briefwechsel stand.
Lund wohnte im Palazzo Galoppi und stand hier im Mittelpunkt eines Künstlerkreises, zu dem auch die Maler Joseph Anton Koch und Johann Christian Reinhart gehörten.
Im August 1810 kehrte Lund mit Friederike Brun und deren Tochter Ida nach Kopenhagen zurück, wo sich Lund um die Nachfolge Abildgaards an der Akademie bewarb. Zwar wurde er 1814 Mitglied der Königlichen Kunstakademie, doch als sich die Nachfolge Abildgaards über Jahre hinzog, kehrte Lund 1816 an der Seite von Christian Carl Josias Bundsen, der als Nachfolger Wilhelm von Humboldts zum preußischen Gesandten ernannt worden war, nach Rom zurück, wo er sich dem Kreis der Nazarener um Friedrich Overbeck anschloss und an der Ausstellung deutscher Künstler im Palazzo Caffarelli beteiligte. 1819 erfolgte die Rückkehr nach Kopenhagen, wo er mit Christoffer Wilhelm Eckersberg endlich die Berufung zum Professor an die Königliche Kunstakademie erhielt.
Familie

Am 24. Dezember 1820 heiratete er in Kopenhagen Augusta (geborene Lorentz, 14. Februar 1797 bis 10. Mai 1871). Sie war eine Tochter des Organisten Johan Henrik Lorentz (1763–1818) und dessen Frau Frederikke Wilhelmine (geborene Lintrup, 1768–1814).

## Wirken
Lund war in erster Line Historienmaler. 1803 begann er in Anlehnung an den Klassizismus David'scher Prägung ein großformatiges Bild aus der "Ilias", an dem er mehr als drei Jahre arbeitete, das aber 1807 auf dem Seeweg nach Kopenhagen von einem englischen Schiff gekapert wurde, weil Dänemark mit Frankreich verbündet war. Da er eine Wiederholung des Motivs ablehnte, entschied er sich für ein anders Motiv "Andromache mit Sohn Astyanax und Pyrrhus an Sektors Grab".
Während seines zweiten Rom-Aufenthaltes von 1816 bis 1819 setzte ein radikaler Stilwandel vom strengen französischen Klassizismus zur Doktrin der deutschen Nazarener ein. Lund schuf zahlreiche Gemälde für Kirchen in Dänemark, darunter die deutsche St. Petri-Kirche. Sein Hauptwerk besteht aus einem fünfteiligen, großformatigen Zyklus für den Audienzsaal von Schloß Christiansborg, der die Entwicklung der Religion in Dänemark von der heidnischen Vorzeit über die Einführung des Christentums bis zur Zeit nach der Reformation zeigt. Lund war außerdem Porträt- und Landschaftsmaler.
In der dänischen Kunst des Goldenen Zeitalters bildete Lund vor allem mit seinen idealisierten Landschaftsbildern den Gegenpol zum Realismus Eckersbergs.
Werke (Auswahl)

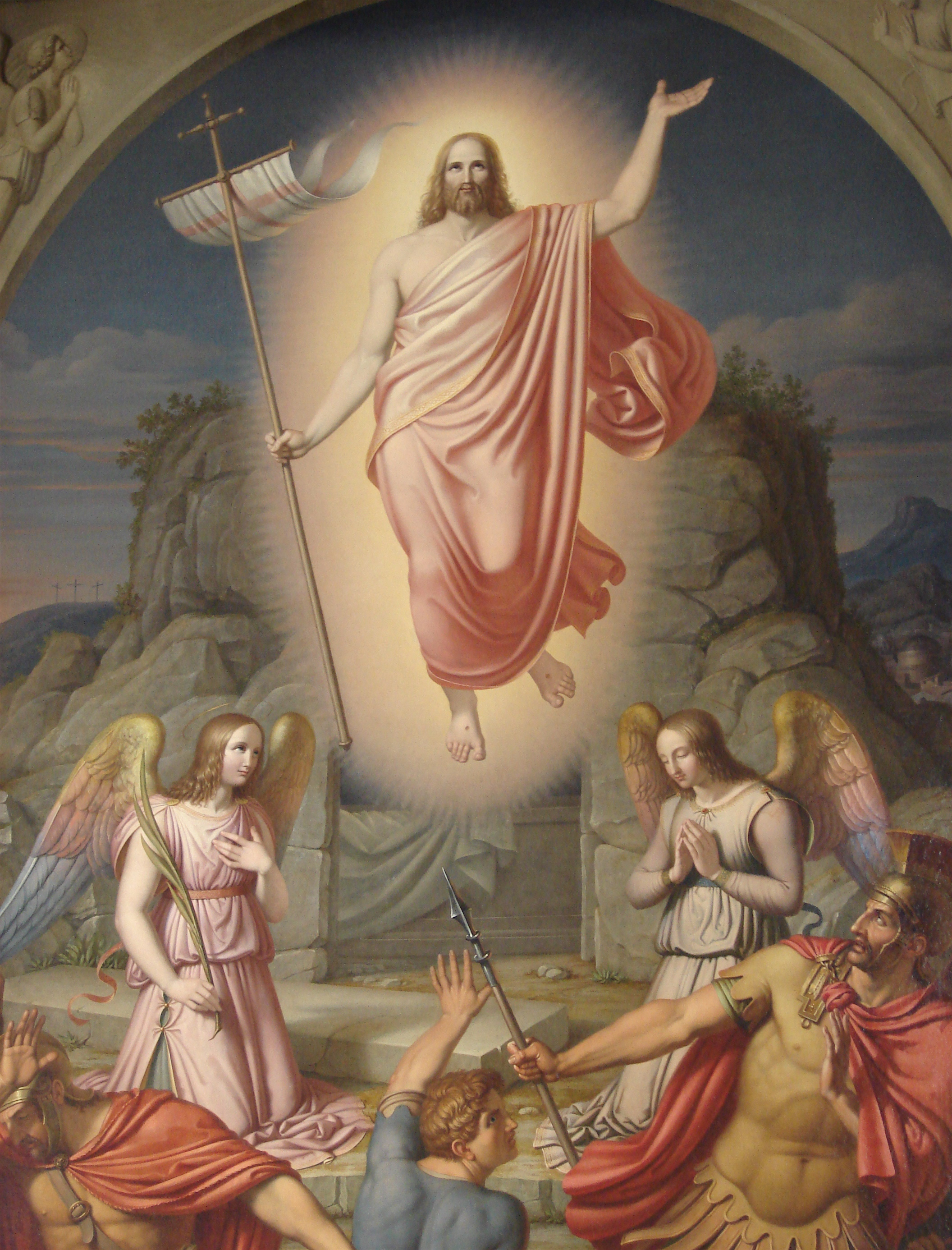
Auferstehung Christi, Altargemälde der St.-Petri-Kirche (Kopenhagen) (1819)

- Bildnis Caspar David Friedrich, um 1800, Öl auf Zinkblech, Durchmesser 13,1 cm. Niedersächsische Landesgalerie Hannover
- Antiker Krieger (Studienkopf), 1801, Öl/Lw, 36,3 × 30,2 cm, Kopenhagen, Statens Museum for Kunst, Inv. Nr. KMS8207
- Andromache und Sohn Astyanax mit Pyrrhus an Hektors Grab, 1808, Öl auf Leinwand 36 × 47, 7 cm. Museumsberg Flensburg
- Der heilige Franziskus im Gebet, um 1817, Öl/Holz, sign., 18,5 × 14,5 cm, Privatsammlung
- Landschaft bei Frederiksdal, 1822, 47 × 39 cm. Kunsthalle zu Kiel
- Auferstehung Christi, Altargemälde der St.-Petri-Kirche (Kopenhagen), 1819
- Ayrolo, neben dem St. Gotthard, Zeichnung, Kupferstichsammlung, States Museum, Kopenhagen.